# Nizza Monferrato
Nizza Monferrato (piemontesisch Nissa, auch Nissa dla Paja oder Nissa Monfrà) ist eine Gemeinde in der italienischen Provinz Asti (AT), Region Piemont.

## Lage und Einwohner
Nizza Monferrato  liegt 30 km südöstlich von der Provinzhauptstadt Asti entfernt. Die Stadt liegt auf einer Höhe von 137 m über dem Meeresspiegel am Unterlauf des Belbo (Flusssystem von Tanaro und Po), am Rande der Hügel von Asti. Das Gemeindegebiet umfasst eine Fläche von 30 km² und hat 10.063 Einwohner (Stand 31. Dezember 2023). Zur Gemeinde zählen noch die Dörfer und Weiler Case Giolito, Istituto San Giuseppe, Ponteverde, Regione Annunziata, Bossola primo, Regione Baglio, Regione Bricco, Regione Campolungo, San Michele, San Nicolao, Sant’Anna, Villa Cerreto und Volta.
Die Nachbargemeinden sind Calamandrana, Castel Boglione, Castelnuovo Belbo, Castelnuovo Calcea, Fontanile, Incisa Scapaccino, Mombaruzzo, San Marzano Oliveto, Vaglio Serra und Vinchio.

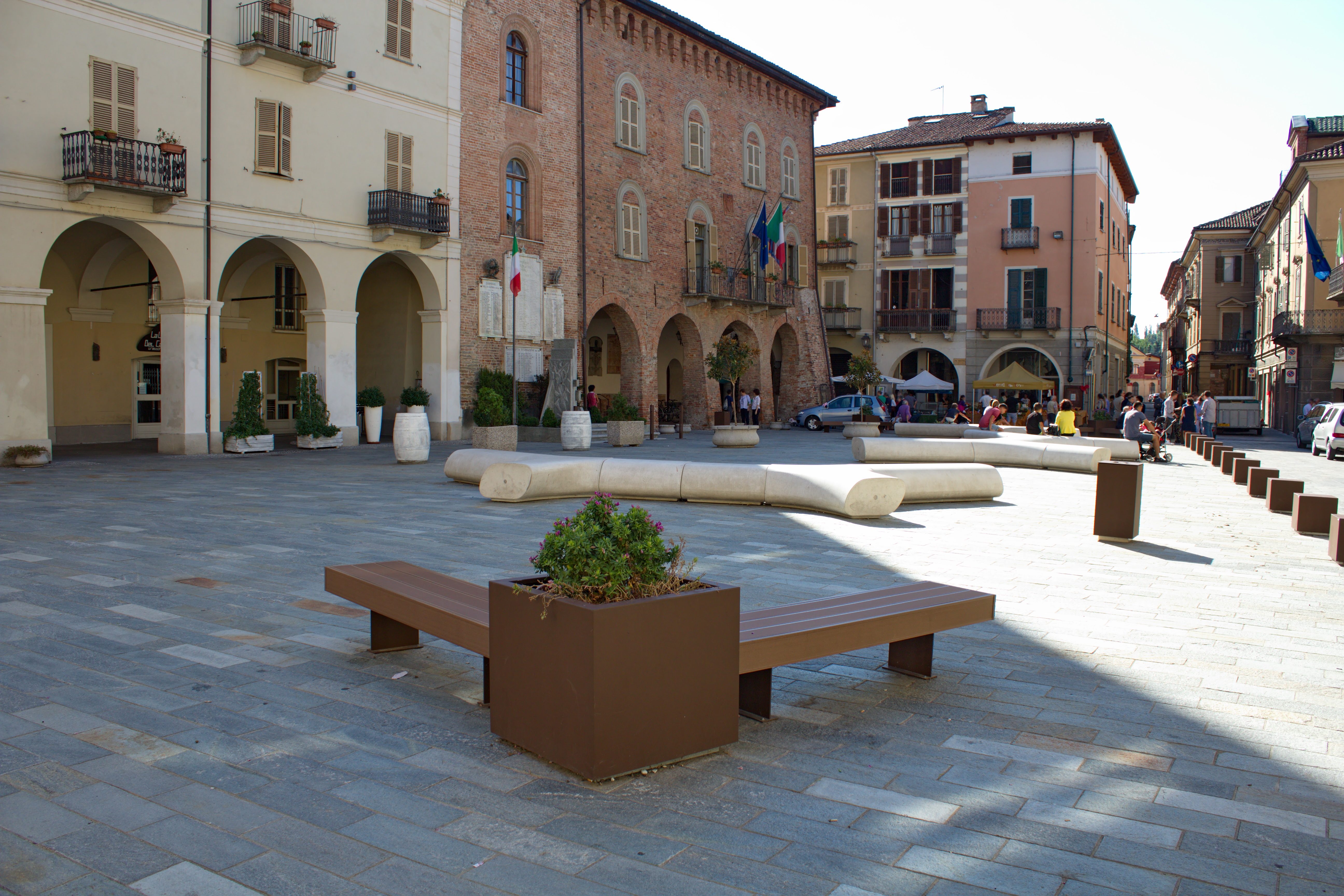
Stadtzentrum

## Kulinarische Spezialitäten
In Nizza Monferrato werden Reben für den Dolcetto d’Asti, einen Rotwein mit DOC-Status angebaut. Die Muskateller-Rebe für den Asti Spumante, einen süßen DOCG-Schaumwein mit geringem Alkoholgehalt sowie für den Stillwein Moscato d’Asti wird hier ebenfalls angebaut. In Nizza Monferrato werden außerdem Reben der Sorte Barbera sowohl für den Barbera d’Asti als auch den Nizza, beides Rotweine mit DOCG-Status sowie den Barbera del Monferrato angebaut.

## Persönlichkeiten
- Felice Borel (1914–1993), Fußballspieler und -trainer
- Francesco Cirio (1836–1900), Unternehmer
- Maria Dominica Mazzarello (1837–1881), Heilige

## Gemeindepartnerschaft
- Savignano sul Rubicone, seit 1995